# Kent Smith
Kent Smith, all'anagrafe Frank Kent Smith (New York, 19 marzo 1907 – Woodland Hills, 23 aprile 1985), è stato un attore statunitense.

## Biografia
Kent Smith fece il suo esordio teatrale a Broadway nel 1932, all'età di 25 anni, nella pièce Men Must Fight e, per alcuni anni, calcò il palcoscenico prima di approdare a Hollywood, dove debuttò con il ruolo di Woode Swift nel film La volontà occulta (1936), tratto dal romanzo The Garden Murder Case di S. S. Van Dine. Il successo sul grande schermo giunse per Smith nel 1942, quando interpretò il ruolo dell'architetto Oliver "Ollie" Reed nel celebre horror Il bacio della pantera (1942) di Val Lewton, accanto all'attrice francese Simone Simon. Durante la prima metà degli anni quaranta, l'attore ottenne ruoli da protagonista, tra cui quello del professor Nichols in Hitler's Children (1943), e di Paul Martin in Questa terra è mia (1943), pellicole di forte impegno antinazista.
Nel 1944 Smith riprese il ruolo dell'architetto "Ollie" Reed nel film Il giardino delle streghe (1944), sequel de Il bacio della pantera, diretto da Robert Wise. L'anno successivo prese parte a un altro celebre noir del periodo, La scala a chiocciola (1945) di Robert Siodmak, in cui interpretò il ruolo del dottor Parry. Nella seconda metà degli anni quaranta, passò gradualmente a ruoli di coprotagonista e di caratterista, prevalentemente in melodrammi quali La fonte meravigliosa (1949), accanto a Gary Cooper e Patricia Neal, Questo mio folle cuore (1949), al fianco di Susan Hayward e Dana Andrews, e I dannati non piangono (1950), con Joan Crawford.
Durante gli anni cinquanta lavorò soprattutto per la televisione, tornando sul grande schermo solo in rare occasioni, quali il melodramma Sayonara di Joshua Logan (1957), interpretato con Marlon Brando, l'avventuroso Gli uomini della terra selvaggia (1958) di Delmer Daves, remake western del poliziesco Giungla d'asfalto (1950), e il noir Il dominatore di Chicago (1958) di Nicholas Ray. Tra le più significative apparizioni televisive di Smith, sono da ricordare le serie Carovane verso il West (1957-1960), Perry Mason (1961-1963), Gunsmoke (1963-1964), Gli uomini della prateria (1959-1964) e, in particolare, Peyton Place, in cui interpretò il ruolo del dottor Robert Morton in 44 episodi girati fra il 1964 e il 1966, e la serie fantascientifica Gli invasori, in cui ricoprì il ruolo di Edgar Scoville in 13 episodi (1967-1968).

### Vita privata
Dopo il primo matrimonio (1937-1954) con la collega Betty Gillette, dalla quale ebbe la figlia Stacey, Kent Smith sposò nel 1962 l'attrice Edith Atwater. Il matrimonio durò fino alla morte di Smith nel 1985, all'età di 78 anni, per un attacco cardiaco.

## Filmografia parziale

### Cinema
- La volontà occulta (The Garden Murder Case), regia di Edwin L. Marin (1936)
- Il bacio della pantera (Cat People), regia di Jacques Tourneur (1942)
- Three Cadets, cortometraggio (1943)
- Hitler's Children, regia di Edward Dmytryk e, non accreditato, Irving Reis (1943)
- Per sempre e un giorno ancora (Forever and a Day), regia di Edmund Goulding (1943)
- Questa terra è mia (This Land is Mine), regia di Jean Renoir (1943)
- Three Russians Girls, regia di Henry S. Kesler (1943)
- Il giardino delle streghe (The Curse of the Cat People), regia di Robert Wise e Gunther von Fritsch (1944)
- Resisting Enemy Interrogation (1944) (non accreditato)
- Youth Runs Wild, regia di Mark Robson (1944)
- La scala a chiocciola (The Spiral Staircase), regia di Robert Siodmak (1945)
- Smarrimento (Nora Prentiss), regia di Vincent Sherman (1947)
- La città magica (Magic Town), regia di William A. Wellman (1947)
- La voce della tortora (The Voice of the Turtle), regia di Irving Rapper (1947)
- La fonte meravigliosa (The Fountainhead), regia di King Vidor (1949)
- Questo mio folle cuore (My Foolish Heart), regia di Mark Robson (1949)
- I dannati non piangono (The Damned Don't Cry), regia di Vincent Sherman (1950)
- Il pozzo maledetto (The Side of the Law), regia di Richard L. Bare (1950)
- Paula, regia di Rudolph Maté (1952)
- La saga dei comanches (Comanche), regia di George Sherman (1956)
- Sayonara, regia di Joshua Logan (1957)
- Il falso generale (Imitation General), regia di George Marshall (1958)
- Gli uomini della terra selvaggia (The Badlanders), regia di Delmer Daves (1958)
- Il dominatore di Chicago (Party Girl), regia di Nicholas Ray (1958)
- The Mugger, regia di William Berke (1958)
- La mia terra (This Earth Is Mine), regia di Henry King (1959)
- Noi due sconosciuti (Strangers When We Meet), regia di Richard Quine (1960)
- Qualcosa che scotta (Susan Slade), regia di Delmer Daves (1961)
- Un tipo lunatico (Moon Pilot), regia di James Neilson (1962)
- Il balcone (The Balcony), regia di Joseph Strick (1963)
- Far West (A Distant Trumpet), regia di Raoul Walsh (1964)
- Scandalo in società (Youngblood Hawke), regia di Delmer Daves (1964)
- Giovani amanti (The Young Lovers), regia di Samuel Goldwyn Jr. (1964)
- Guai con gli angeli (The Trouble With Angels), regia di Ida Lupino (1966)
- L'uomo che uccise il suo carnefice (A Covenant With Death), regia di Lamont Johnson (1967)
- Assassinio al terzo piano (Games), regia di Curtis Harrington (1967)
- La giungla del denaro (The Money Jungle), regia di Francis D. Lyon (1967)
- Kona Coast, regia di Lamont Johnson (1968)
- Mandato di uccidere (Assignment to Kill), regia di Sheldon Reynolds (1968)
- Ultima notte a Cottonwood (Death of a Gunfighter), regia di Don Siegel (1969)
- I formidabili (The Games), regia di Michael Winner (1970)
- Un marito per Tillie (Pete 'n' Tillie), regia di Martin Ritt (1972)
- Orizzonte perduto (Lost Horizon), regia di Charles Jarrott (1973)
- Maurie, regia di Daniel Mann (1973) (non accreditato)
- Se ci provi... io ci sto! (Cops and Robbers), regia di Aram Avakian (1973) (non accreditato)
- Billy Jack Goes to Washington, regia di Thomas Laughlin (1977)
- Die Sister, Die!, regia di Randall Hood (1978)

### Televisione
- Lights Out – serie TV, episodi 3x11-3x45 (1950-1951)
- Armstrong Circle Theatre – serie TV, 6 episodi (1951-1957)
- Scienza e fantasia (Science Fiction Theatre) – serie TV, episodio 1x28 (1955)
- Crossroads – serie TV, episodio 1x12 (1955)
- Carovane verso il West (Wagon Train) – serie TV, 2 episodi (1957-1960)
- Have Gun - Will Travel – serie TV, 3 episodi (1957-1962)
- Gli uomini della prateria (Rawhide) – serie TV, 2 episodi (1959-1964)
- General Electric Theater – serie TV, episodi 6x19-6x20 (1958)
- Michael Shayne – serie TV episodio 1x06 (1960)
- Avventure in paradiso (Adventures in Paradise) – serie TV, episodi 2x17-3x18 (1961-1962)
- La parola alla difesa (The Defenders) – serie TV, 1 episodio (1961)
- The Americans – serie TV, episodio 1x03 (1961)
- Scacco matto (Checkmate) – serie TV, episodio 2x17 (1962)
- L'ora di Hitchcock (The Alfred Hitchcock Hour) – serie TV, episodio 1x04 (1962)
- Indirizzo permanente (77 Sunset Strip) – serie TV, episodio 4x24 (1962)
- The Wide Country – serie TV, episodio 1x21 (1963)
- Going My Way – serie TV, episodio 1x22 (1963)
- Perry Mason – serie TV, 2 episodi (1961-1963)
- Gli intoccabili (The Untouchables) – serie TV, 1 episodio (1963)
- Sotto accusa (Arrest and Trial) – serie TV, episodio 1x09 (1963)
- Gunsmoke – serie TV, 2 episodi (1963-1964)
- La grande avventura (The Great Adventure) – serie TV, 4 episodi (1963-1964)
- A Man Called Shenandoah – serie TV, episodio 1x04 (1965)
- Profiles in Courage – serie TV, 2 episodi (1965)
- Peyton Place – serie TV, 53 episodi (1964-1966)
- Organizzazione U.N.C.L.E. (The Man from U.N.C.L.E.) – serie TV, 1 episodio (1966)
- Le spie (I Spy) – serie TV, episodio 1x17 (1966)
- Squadra speciale anticrimine (The Felony Squad) – serie TV, episodio 1x23 (1967)
- Missione impossibile (Mission: Impossible) – serie TV, 1 episodio (1967)
- Selvaggio west (The Wild Wild West) – serie TV, episodio 3x12 (1967)
- Gli invasori (The Invaders) – serie TV, 13 episodi (1967-1968)
- F.B.I. (The F.B.I.) – serie TV, 4 episodi (1967-1972)
- Mistero in galleria (Night Gallery) – serie TV, 2 episodi (1972-1973)
- Le strade di San Francisco (The Streets of San Francisco) – serie TV, episodio 2x12 (1973)

## Doppiatori italiani
Nelle versioni in italiano dei suoi film, Kent Smith è stato doppiato da:
- Augusto Marcacci in Il pozzo maledetto, La fonte meravigliosa, I dannati non piangono, Sayonara e nei doppiaggi originali de Il bacio della pantera e Il giardino delle streghe
- Gualtiero De Angelis in La scala a chiocciola, La saga dei Comanches, Un tipo lunatico
- Manlio Busoni in Il falso generale, Il dominatore di Chicago
- Stefano Sibaldi in La città magica e nel doppiaggio originale di Questo mio folle cuore
- Emilio Cigoli nel doppiaggio originale di Questa terra è mia
- Giorgio Capecchi in Gli uomini della terra selvaggia
- Bruno Persa in La mia terra
- Mario Pisu in Noi due sconosciuti